# Caloplaca erythrocarpa
|  | Dieser Artikel wurde aufgrund von formalen oder inhaltlichen Mängeln in der Qualitätssicherung Biologie zur Verbesserung eingetragen. Dies geschieht, um die Qualität der Biologie-Artikel auf ein akzeptables Niveau zu bringen. Bitte hilf mit, diesen Artikel zu verbessern! Artikel, die nicht signifikant verbessert werden, können gegebenenfalls gelöscht werden. Lies dazu auch die näheren Informationen in den Mindestanforderungen an Biologie-Artikel. |

Caloplaca erythrocarpa (Pers.) Zwackh. ist eine Flechtenart aus der Familie der Teloschistaceae.

## Merkmale

### Makroskopische Merkmale
Caloplaca erythrocarpa ist eine Krustenflechte, das heißt ihr Lager (Thallus) liegt eng auf der Unterlage auf.
Thallus ist weiß, rissig, areoliert und deutlich begrenzt. Die Randloben sind leicht zu erkennen. Die Apothecien haben einen Durchmesser von 0,2 bis 1 Millimeter, sind zahlreich und gedrängt. Die Apothecienscheibe ist rot und der Apothecienrand heller als die Scheibe, meistens noch mit Thallusresten versehen.

### Mikroskopische Merkmale
Die Sporen sind hyalin, polar-2-zellig, 16–18 µm × 4–6 µm.

### Tüpfelreaktion
Der Thallus verfärbt sich beim Beträufeln mit Kalilauge nicht (K-) und die Apothecienscheibe verfärbt sich Karminrot (K+).